# Олейник, Григорий Григорьевич
Григорий Григорьевич Олейник  (6 мая 1910, Окница, Бессарабская губерния — 14 февраля 1982, Москва) — советский военачальник, адмирал, командующий Каспийской флотилией. Участник Великой Отечественной войны.

## Биография
По национальности — украинец, в ВМФ с 1929 года. Окончил Военно-морское училище им. М. В. Фрунзе (август 1929 — ноябрь 1933), специальные курсы командного состава ВМС РККА (март — июнь 1934), командирский факультет Военно-морской академии им. К. Е. Ворошилова (февраль 1938 — июнь 1940).
С июня 1934 по февраль 1936 года — командир торпедного катера, с февраля по июнь 1936 — звена торпедных катеров, позднее вплоть до февраля 1937 года — командир отряда торпедных катеров и с февраля 1937 по февраль 1938 года — командир дивизиона торпедных катеров Черноморского флота. С июня 1940 года возглавлял штаб 2-й бригады торпедных катеров Балтийского флота.
В сентябре 1941 — декабре 1943 года — начальник штаба бригады торпедных катеров Балтийского флота и с декабря 1943 года до апреля 1945 года — командир этой же бригады. Имя Г. Г. Олейника отмечалось в приказах ВГК. С апреля по июнь 1945 года Олейник находился в распоряжении управления кадров ВМФ, затем до февраля 1946 года занимал должность начальника 2-го отделения военно-морского отдела СВАГ (советской военной администрации в Германии). Находился в распоряжении разведывательного управления главного морского штаба (февраль—май 1946) и далее в составе советского представительства в Военно-штабном комитете ООН в США (до июля 1947).
В период с июля 1947 по декабрь 1948 года возглавлял штаб Каспийской флотилии, в январе — декабре 1948 года был 1-м заместителем командующего флотилией. 11 мая 1949 года Г. Г. Олейнику было присвоено звание контр-адмирала. Трижды (с перерывами) занимал должность командующего Каспийской флотилией (декабрь 1948 — февраль 1951, август 1955 — декабрь 1956, июнь 1960—апрель 1967). С февраля 1951 по ноябрь 1953 года командовал Краснознамённой Амурской флотилией. В ноябре 1953—августе 1955 года Олейник учился на военно-морском факультете Высшей военной академии им. К. Е. Ворошилова.
25 мая 1959 года получил звание вице-адмирала. С декабря 1956 по июнь 1960 года — начальник штаба и 1-й заместитель командующего Черноморским флотом. С апреля 1967 года по июнь 1974 года — начальник тыла Военно-Морского Флота СССР. 29 апреля 1970 года получил очередное звание адмирала. В июне 1974 года уволен в запас.
Похоронен на Кунцевском кладбище.

## Награды
- 2 Ордена Ленина (1955, 1963)[1]
- 4 Ордена Красного Знамени (1943, 1944, 1950)[1]
- Орден Отечественной войны I степени (1943)[1]
- Орден Ушакова II степени (1944)[1]
- 3 Ордена Красной Звезды (1947, 1963[1], 5.05.1980[3])
- именное оружие (1960)[1]